# Giorgos Papakonstantinou

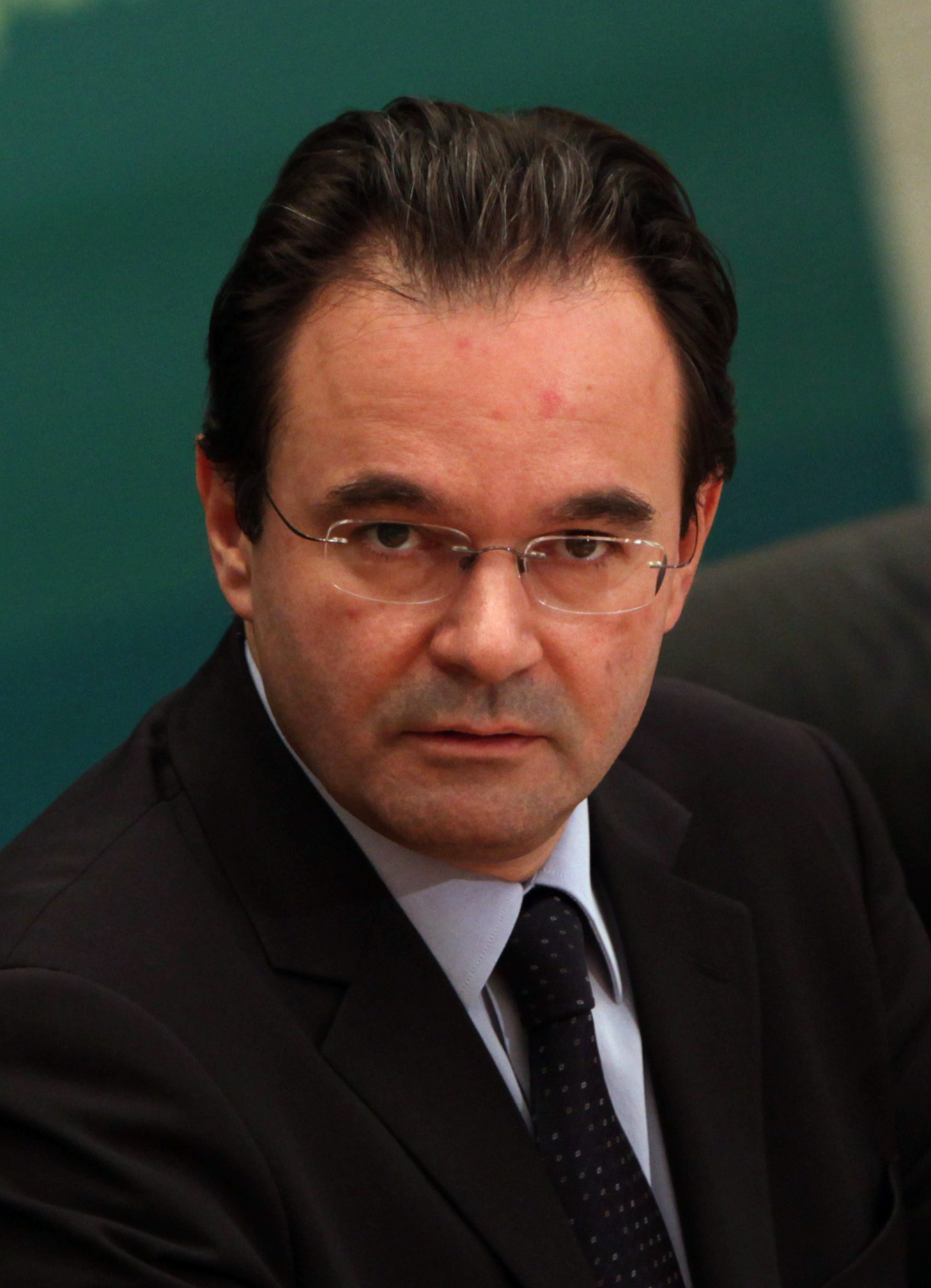
Giorgos Papakonstantinou

Giorgos Papakonstantinou (em grego:  Γιώργος Παπακωνσταντίνου,  Atenas, 30 de outubro de 1961)  é um economista e político grego, membro do  Movimento Socialista Pan-helênico.  

## Biografia
Em 7 de outubro de 2009, foi nomeado ministro das Finanças no governo de Geórgios Papandréu.
Em 23 de abril de 2010 Papakonstantinou anunciou que a Grécia não poderia pagar a taxa de juros dos títulos do governo com vencimento em 19 de maio próximo causando pânico no mercado financeiro da Europa. Na onda de vendas que se seguiram à declaração de insolvência houve especulação de que ele era capaz de influenciar o mercado de títulos do governo da Espanha e de Portugal. Em 27 de abril, a agência de classificação Standard & Poors rebaixou o lastro da Grécia como lixo. O euro sofreu uma desvalorização em relação ao dólar.

## Estudos e carreira
Papakonstantinou detém doutorado em economia na London School of Economics depois de passar seis anos a serviço da Organização para Cooperação e Desenvolvimento Econômico em Paris.
Em 1998, o primeiro-ministro da Grécia, Kostas Simitis o nomeou seu conselheiro.
Em 2003, e obteve a cátedra de economia na Universidade de Atenas.
Em 2007, foi eleito para o Parlamento Grego após a vitória eleitoral para a Prefeitura de Kozani. Dois anos depois, foi eleito deputado ao Parlamento Europeu. 

## Vida privada
Papakonstantinou é casado com Jacoline Vinke, escritora de guias de viagem de nacionalidade holandesa. O casal tem dois filhos, Nicolas e Stefanos.